# Gare d'Oran
La gare d'Oran est une gare ferroviaire algérienne située sur le territoire de la commune d'Oran, dans la wilaya d'Oran.

## Situation ferroviaire

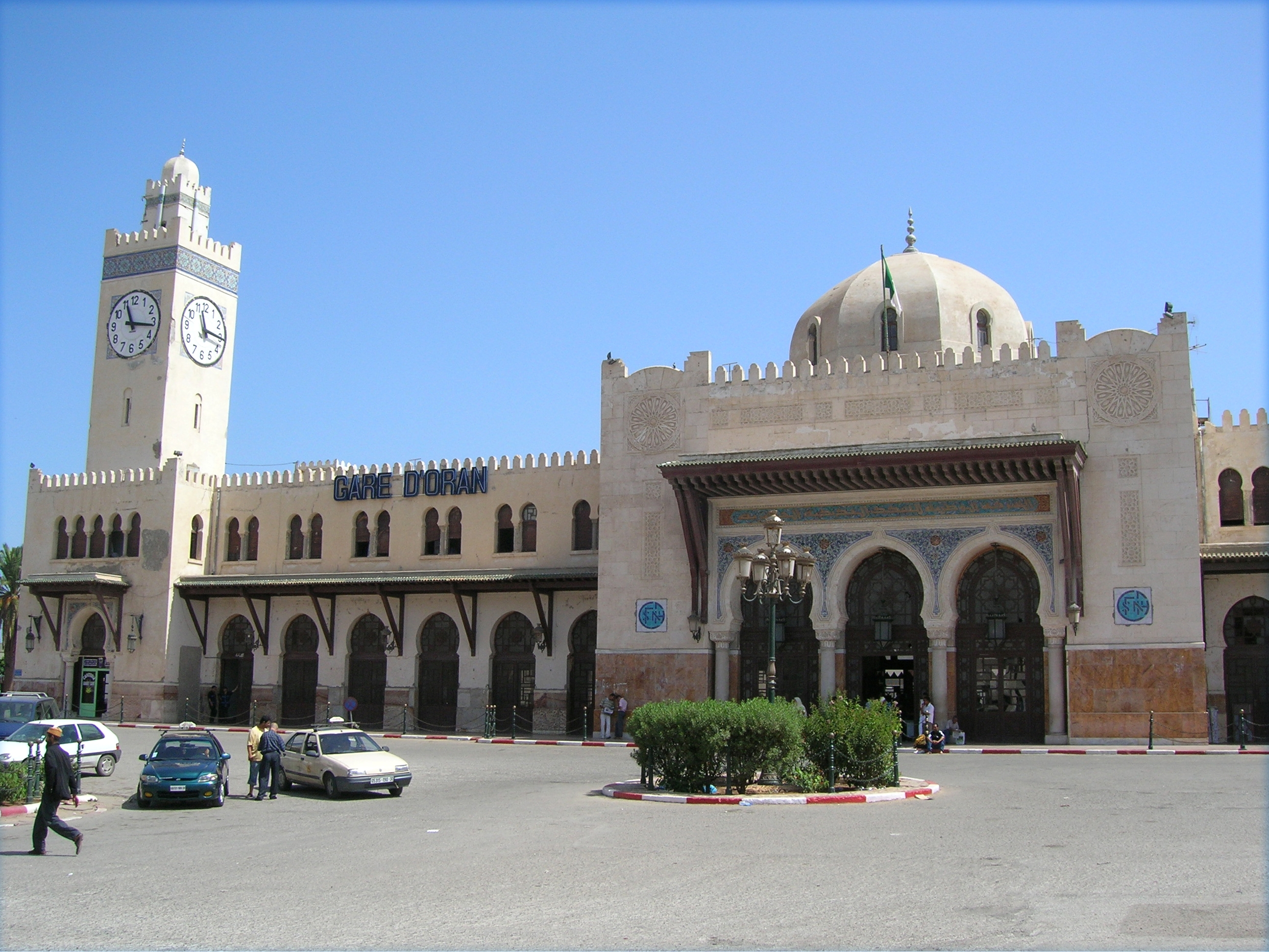
Gare d'Oran.

La gare est située sur les hauteurs de la ville, sur le plateau de Karguentah, à une altitude 111 m, au point kilométrique (PK) 421,243 de la ligne d'Alger à Oran, dont elle est le terminus. Sur cette ligne, elle est précédée de la gare d'Es Senia. Elle est en outre la gare origine de la ligne d'Oran à Arzew où elle est suivie de la gare de Haï Es Sabah.
| \| Oran Es Senia Arzew Oued Tlelat Boutlélis \| Localisation de la gare d'Oran dans sa wilaya. |
| Oran Es Senia Arzew Oued Tlelat Boutlélis                                                      |

## Histoire

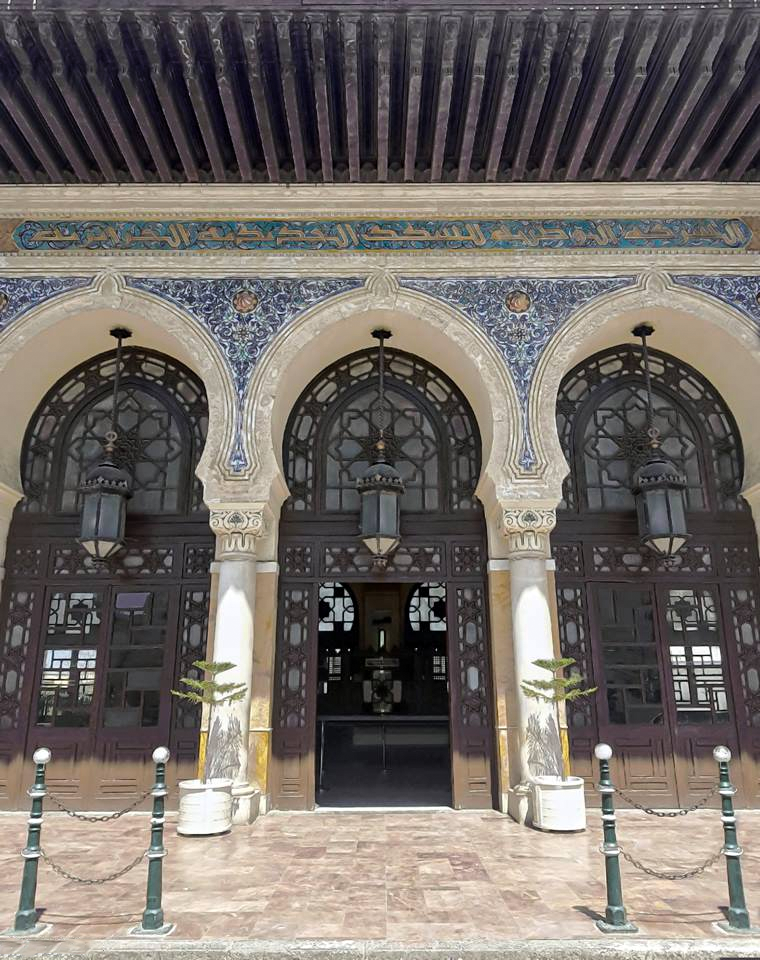
L'entrée du bâtiment voyageurs de la gare.

La première gare d'Oran est mise en service par la Compagnie des chemins de fer de Paris à Lyon et à la Méditerranée (PLM) lors de l'ouverture de la section d'Oran à Relizane de la ligne d'Alger à Oran le 1er novembre 1868.
En 1900, le département d'Oran construit une ligne ferroviaire entre Oran et Damesme (actuelle Aïn El Bia) et la rattache à la ligne qui relie Arzew à Colomb-Béchar (actuelle Béchar). Oran devient ainsi le point de départ de la ligne d'Oran Colomb-Béchar. Une gare est construite à proximité de celle du PLM.
Les travaux du bâtiment actuel ont débuté en 1908 et se sont achevés en 1913. Ce bâtiment remplace celui de 1868 et est commun à de nombreuses lignes au départ d'Oran : Oran – Alger, Oran – Aïn Témouchent, Oran – Oujda via Tlemcen, Oran – Crampel (actuelle Redjem Demouche) et Oran – Colomb Béchar. L'ancienne gare de la ligne d'Oran à Damesme devient une annexe de la nouvelle gare.
De style néo-mauresque (style Jonnart), le bâtiment voyageurs est dessiné par l'architecte Albert Ballu et construit par l'entreprise des frères Perret, lors de la colonisation française. Son architecture reprend les symboles des trois religions du livre. Ainsi son aspect extérieur est celui d'une mosquée, où l'horloge a la forme d'un minaret, les grilles des portes, fenêtres et plafond de la qoubba (dôme) portent l'étoile de David, alors que les peintures intérieures des plafonds portent des croix chrétiennes.

## Service des voyageurs

### Dessertes
La gare d'Oran est desservie par :
- les trains grandes lignes des liaisons
  - Alger - Oran[4] ;
  - Oran - Béchar[5] ;
- les trains régionaux des liaisons :
  - Oran - Arzew[6] ;
  - Oran - Béni Saf[7] ;
  - Oran - Chlef[6] ;
  - Oran - Mécheria[8] ;
  - Oran - Relizane[9] ;
  - Oran - Saïda[10] ;
  - Oran - Sidi Bel Abbès[11] ;
  - Oran - Tlemcen[12].

### Intermodalité
La gare permet une correspondance avec la station Gare d'Oran du tramway d'Oran.

## Galerie de photographies

Sélection de vues du bâtiment voyageurs
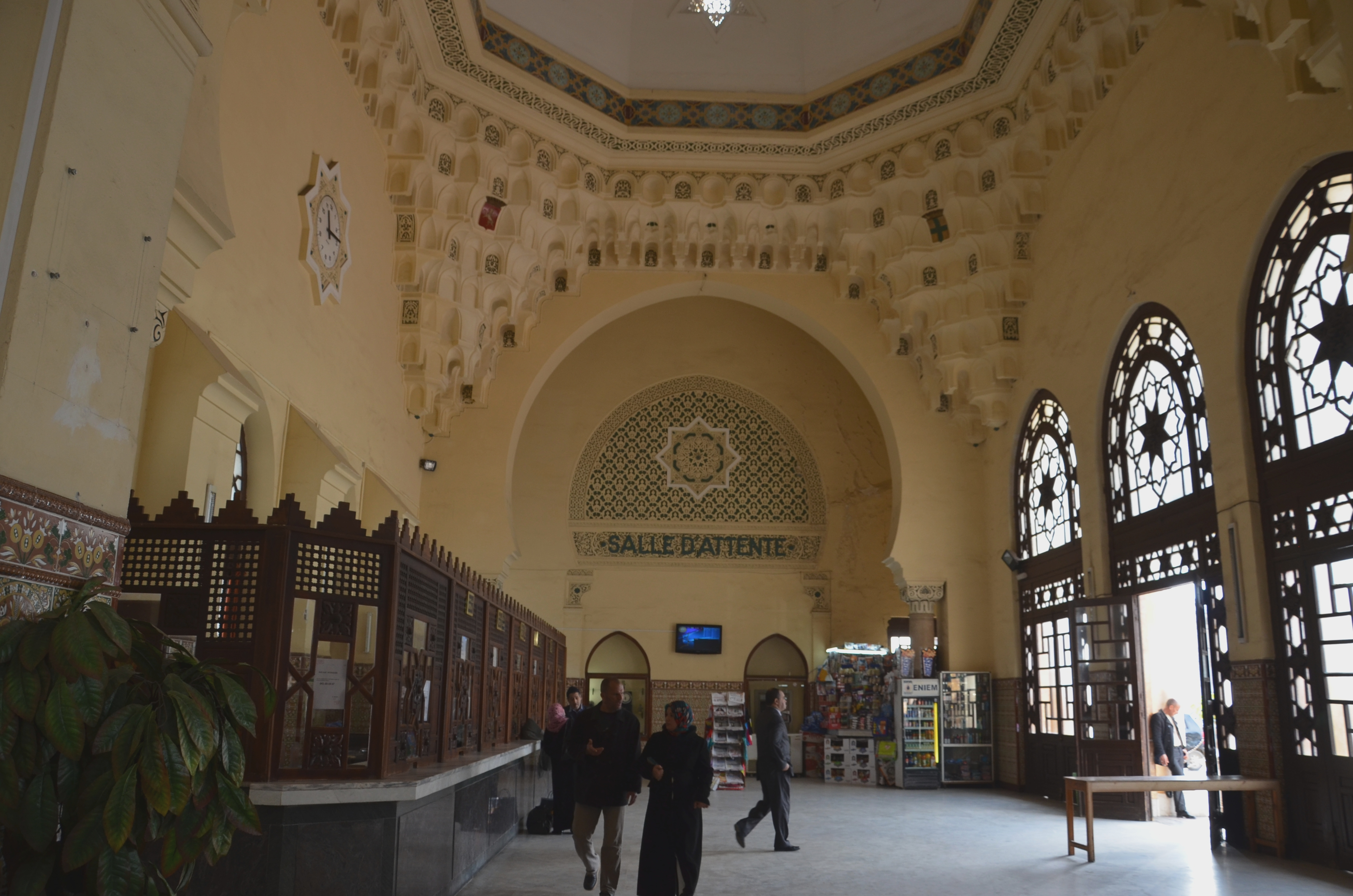
Le hall du bâtiment voyageurs.
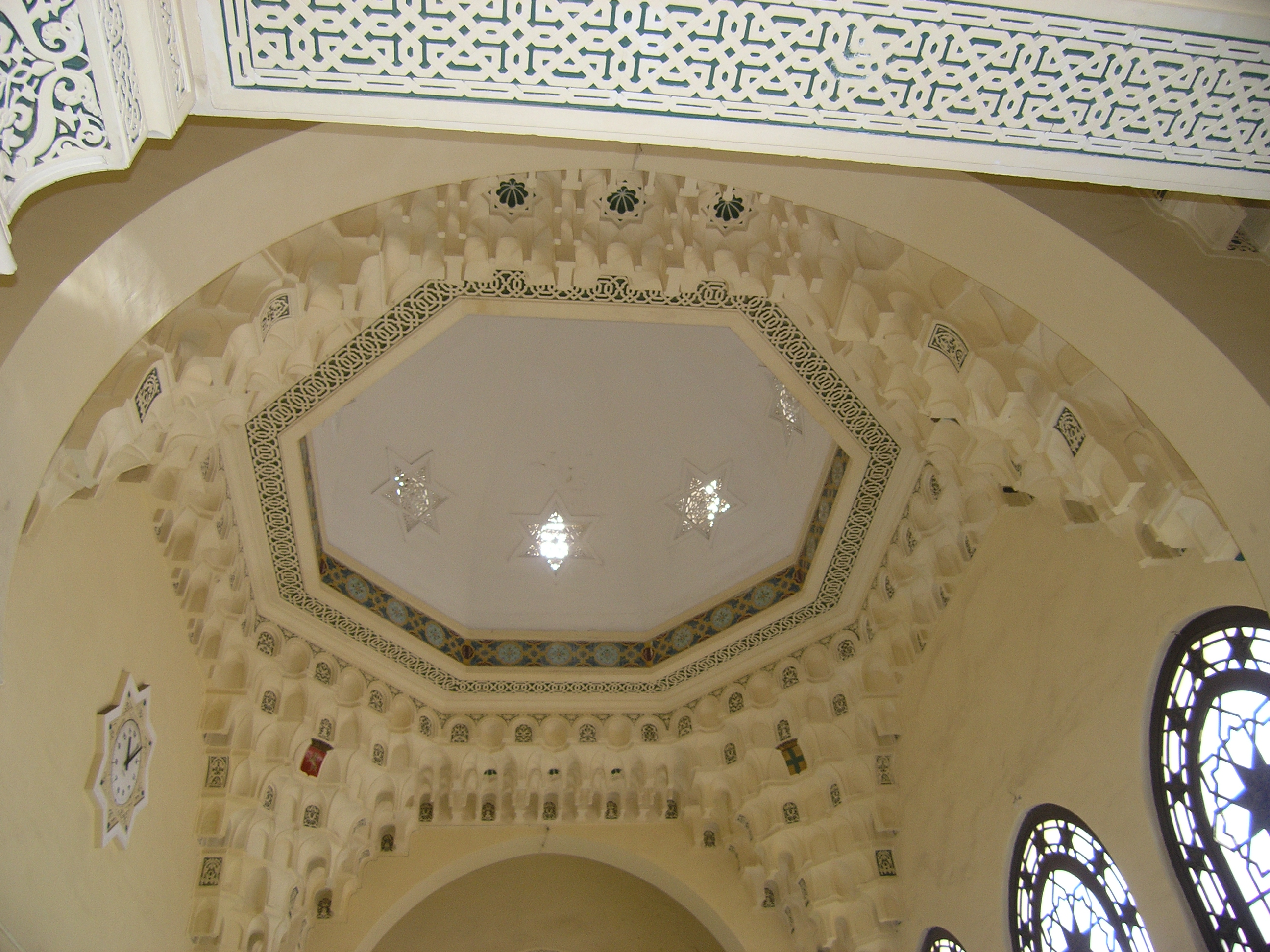
Vue de l'intérieur du dôme.
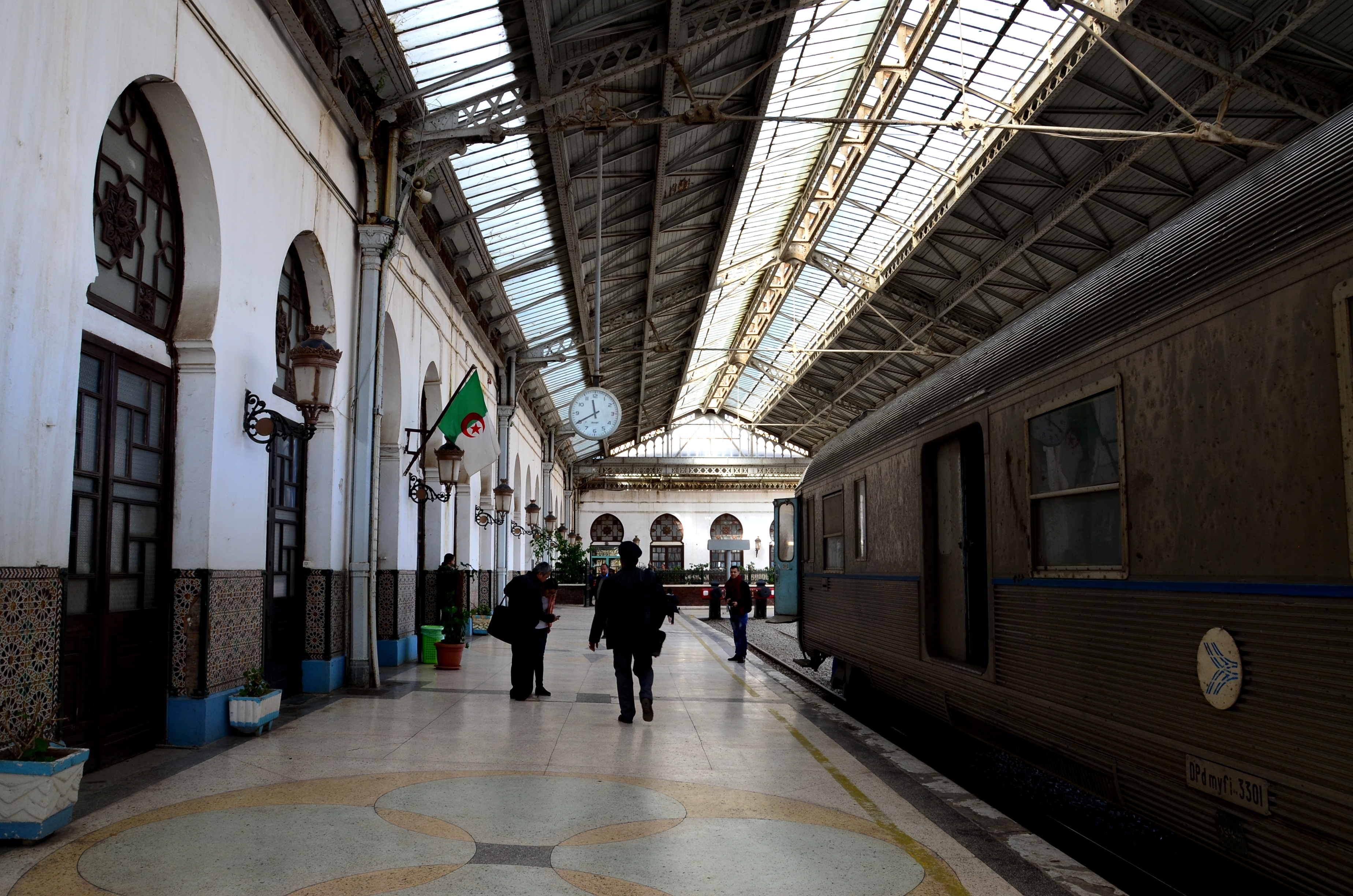
Intérieur de la gare.